# Premier Motor

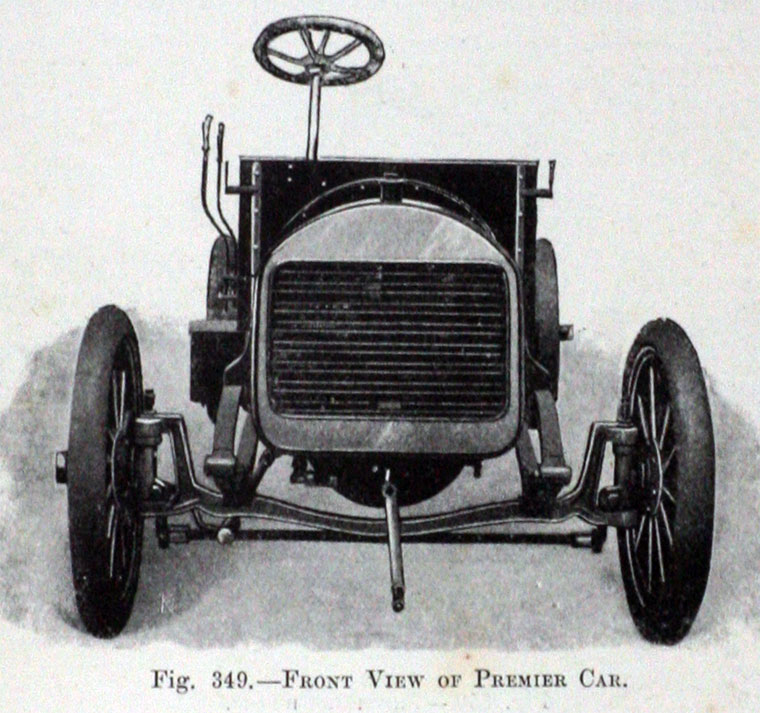
Fahrgestell des Premier 16 hp von 1907.

Die Premier Motor Co. Ltd. war ein britischer Automobilimporteur und -hersteller in Birmingham. Zwischen 1906 und 1907 wurden Fahrzeuge des italienischen Herstellers Marchand importiert. Ab 1913 entstanden Automobile eigener Konstruktion. Markennamen waren Premier, Premier-Marchand, Premo und P.M.C.
Es besteht kein Bezug zum Mitbewerber Premier Cycle Company in Coventry, zur US-amerikanischen Premier Motor Manufacturing Company oder zur aktiven indischen Premier Automobiles Limited, die alle ebenfalls unter dem Label Premier Fahrräder, Motorräder oder Automobile herstellten.

## Automobile

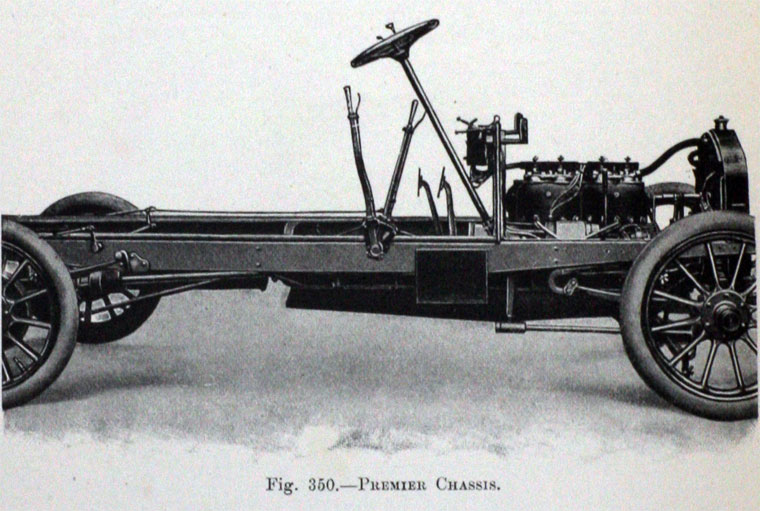
Fahrgestell und Vierzylindermotor des Premier 16 hp von 1907.

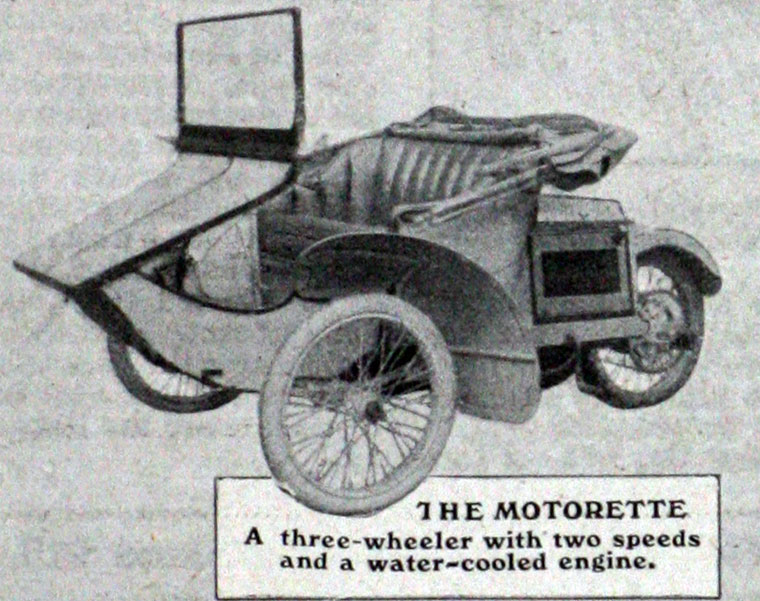
P.M.C. Motorette (1913)

Das Unternehmen hatte seinen Sitz an der Aston Road in Birmingham und trat schon früh als Ausstatter und Zulieferer von Automobilbestandteilen auf. Die Automobilherstellung scheint professionell, aber eher nebenbei betrieben worden zu sein. Vom Modell 1906 ist kein Name bekannt, aber der Tourenwagen besaß einen Reihenzweizylindermotor mit 1,7 l Hubraum und war in zwei Radständen, 2286 und 2743 mm, erhältlich.
1907 erschien der Premier 10/12 hp, nach einer Quelle ebenfalls ein italienisches Modell mit britischen Emblemen, nach einer anderen eine Eigenkonstruktion mit Aster-Motor. Er besaß auch einen Zweizylindermotor mit 1,4 l Hubraum. Sein Radstand betrug 2591 mm.
Im gleichen Jahr wurde auch der Premier 16 hp angeboten. Er wurde von einem Vierzylinder-Reihenmotor mit 2,5 l Hubraum angetrieben und hatte einen Radstand von 2896 mm.  Nach einer Quelle war auch er ein Marchand-Lizenzprodukt.
1909 kam es mit der eingangs genannten Premier Cycle Co. zu einem Rechtsstreit bezüglich des Markennamens. Ab dem Jahresende 1909 wurde für alle Motorfahrzeuge statt Premier oder Premo das Kürzel P.M.C. verwendet.
1913 und 1914 wurde die P.M.C. 9 hp Motorette hergestellt. Das Dreiradfahrzeug war eine Konstruktion aus eigenem Hause und mit einem V2-Triebwerk motorisiert. Der Hubraum betrug 1,0 l. Auch dazu gibt es eine alternative Darstellung, wonach das Fahrzeug einen Einzylindermotor mit 6 hp am vor dem angetriebenen Einzelrad im Heck hatte. Diese Darstellung wird durch eine zeitgenössische Abbildung erhärtet, der zufolge das Fahrzeug mit einem Zweiganggetriebe ausgestattet war und der Motor eine – eher ungewöhnliche – Wasserkühlung aufwies. Zumindest die PS-Angabe kann aber mit der Leistung (6 bhp) und der Steuerklasse (9 hp nach RAC-Rating) hinreichend erklärt werden.
Dann schloss die Firma mit Beginn des Ersten Weltkrieges ihre Tore; nach anderer Quelle wurden bis 1916 Motorräder vertrieben. Eine Anzeige von 1919 legt nahe, dass das Unternehmen noch bis Anfang der 1920er Jahre aktiv war.

### Automobil-Modelle
| Marke   | Modell         | Bauzeitraum | Zylinder | Hubraum  | Radstand     | Bemerkungen                                      |
| ------- | -------------- | ----------- | -------- | -------- | ------------ | ------------------------------------------------ |
| Premier |                | 1906        | 2 Reihe  | 1703 cm³ | 2286–2743 mm |                                                  |
| Premier | 10/12 hp       | 1907        | 2 Reihe  | 1417 cm³ | 2591 mm      | Aster-Motor                                      |
| Premier | 16 hp          | 1907        | 4 Reihe  | 2545 cm³ | 2896 mm      | Lizenz Marchand                                  |
| P.M.C.  | 6 hp Motorette | 1913–1914   | 1        |          |              | Alternative Darstellung zum 9 hp                 |
| P.M.C.  | 9 hp           | 1913–1914   | 2 V      | 998 cm³  |              | wahrscheinlich identisch mit 6 hp Motorette oben |
| P.M.C.  | 8 hp           | 1913–1914   | 2 V      |          |              | ev. nur Prototyp                                 |

## Motorräder

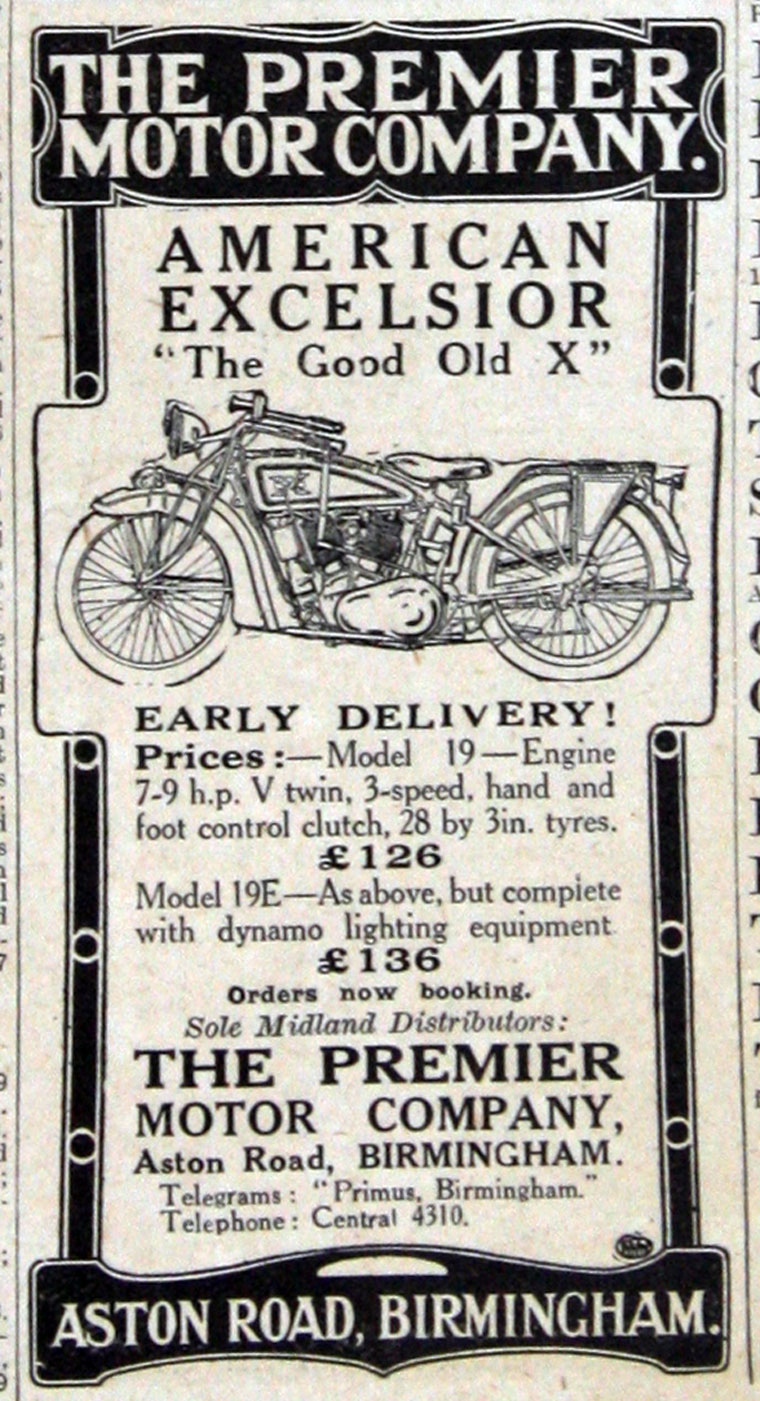
Anzeige für American Excelsior Motorräder (1919).

Ähnlich wie zuvor mit den Automobilen verfuhr man mit Motorrädern. Ab 1909 wurden unter dem Markennamen Premo und kurz darauf als P.M.C. Rex-JAP V2-Motorräder vertrieben. Später kam auch der Import von US-amerikanischen Excelsior-Motorrädern hinzu.